# Bunny Blom
Benjamin "Bunny" Blom var en pseudonym för Povel Ramel när han spelade in ett antal hits från 1920- och 1930-talen på en samling EP-skivor under sent 1950-tal. 
Povel Ramel hade en dokumenterad fallenhet för den tidiga schlagermusiken från tiden kring 1915-1930, då låtarna enligt honom var enklare och lättare att tralla med i. Under de sista åren på 1950-talet fick han så idén att samla dessa då bortglömda melodier i potpuri-form. Av någon anledning valde han att göra detta under namnet Herr Bunny Blom from Bjärred och hittade på en historia om den blyge kanelcylinderfabrikatören från Skåne, som motvilligt blev grammofonartist. 
För att göra historien om Bunny trovärdig hyrde man in en fryntlig, mustaschprydd herre som spelade Bunny på skivomslag, reklam och promotionturnéer. Denne person var Harry Asklund, som annars arbetade på verktygsförrådet hos Stockholms Spårvägar.
Stig Wallgren, som var reklamansvarig på Knäppupp, tog det hela ett steg längre då man kring 1960 startade en stor reklamkampanj för de fiktiva halstabletterna Bröstmeiers Kanelcylindrar. Man köpte bland annat neonreklam i Operahuset och man tryckte upp ett antal tomma askar som försåtligt spreds i landet. 
EP-skivorna, som spelats in 1957 och 1958, ackompanjerades av Zigge Zackarin och hans Zockerpullor (i verkligheten Sigurd Ågren med orkester). De oortodoxa arrangemangen påminde i viss grad om Spike Jones. Såväl Bunny som orkestern uppträdde i reklamen i klädsel värdig varietéartister från 1910-talet; stor mustasch, frack och halmhatt.
Strax fick Bunny också sjunga duetter på en EP med Knäppupps kvinnliga stjärnor: med Brita Borg i "Kom i cha-cha-cha" och Gunwer Bergkvist i "Kreatursmässan uti Humbleberry Piggie Peg".
Givetvis kunde inte Bunny göra några offentliga framträdanden som sångare. Detta skylldes på "hans stora blygsel, omsorg om hans mamma och på karriären som kanelcylinderfabrikatör". 
1962 förklarade Knäppupp att Bunny Blom hade lämnat sin artistkarriär bakom sig. Ramel har vid senare tillfällen förklarat att det berott på att han vid en fest imiterat Bunny, vilket upprörde densamme.

## Diskografi
- Det glada fjuttitalet, EP 1957
- Det glada fjuttitalet II, EP 1958
- Kvinnorna Kring Bunny, EP 1958
- Det glada fjuttitalet, samlings-LP 1973
- Hela Mej, samlings-cd med EP-skivorna och extramaterial 1994